# Samobadanie piersi

Różowa wstążka – międzynarodowy symbol oznaczający walkę z rakiem piersi

Samobadanie piersi – jeden z elementów, obok badań profilaktycznych, procesu zapobiegania i wczesnego wykrywania raka piersi.

## Wstęp
Gruczoł piersiowy (sutkowy) jest największym gruczołem skórnym. Rak piersi jest najczęściej występującym nowotworem u kobiet i jednym z najgroźniejszych z nowotworów ze względu na diagnozowanie w zbyt zaawansowanym stadium oraz wysoki stopień umieralności kobiet na całym świecie. Szacuje się, że rocznie raka piersi rozpoznaje się u 1,5 miliona kobiet na całym świecie, a około 400 tysięcy umiera z tego powodu. Kobiety nie tylko w Polsce, ale i na świecie, mają świadomość zagrożenia, jakie niesie ze sobą rak piersi, ale niewielki procent wie, jak ważna jest wczesna profilaktyka. Badania profilaktyczne to jedna z najlepszych metod zapobiegania, wczesnego wykrywania raka piersi. Na badania profilaktyczne kobieta powinna chodzić przynajmniej raz do roku począwszy od 18 roku życia, a w przypadku rozpoczęcia współżycia wcześniej. Samobadanie piersi jest niezwykle ważnym i podstawowym elementem w profilaktyce raka piersi. Dzięki samobadaniu można wykryć chorobę na wczesnym stadium zaawansowania, co stwarza duże szanse wyleczenia. Samodzielne badanie piersi powinno wchodzić w skład okresowej kontroli stanu piersi obejmującej także badanie przeprowadzone przez lekarza i mammografię u kobiet powyżej 40 roku życia. Comiesięczne badanie piersi powinno być szeroko propagowane.
Najlepszy czas na badanie gruczołu piersiowego jest w 1. tygodniu po miesiączce.
Samobadanie piersi składa się z dwóch etapów: oglądanie stanu piersi oraz badanie dotykowo-palpacyjne.

## Oglądanie piersi

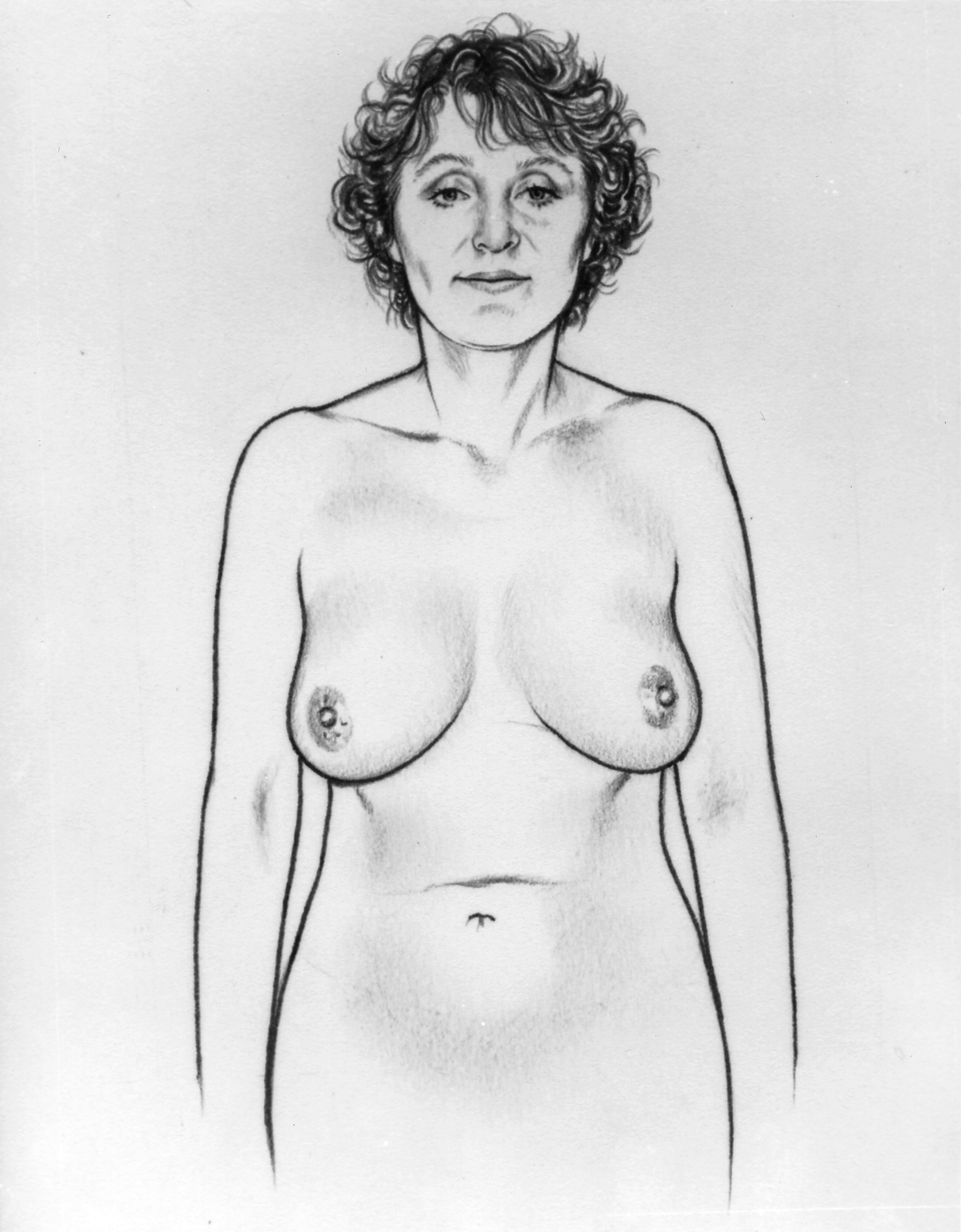
Pierwszy etap oglądania

Samobadanie piersi należy wykonywać miejscu ciepłym, dobrze oświetlonym, gdzie można zachować prywatność. Kobieta powinna rozebrać się do pasa i stanąć przed lustrem.
Pierwszym etapem jest stanie prosto z opuszczonymi wzdłuż tułowia rękoma. Ważne jest, aby dokładnie obejrzeć całe piersi, zwracając uwagę na każdą najmniejszą zmianę. Należy porównać obie piersi, a także obejrzeć pachy i okolice nadobojczykowe, gdyż rak piersi często może dawać przeczuty do węzłów chłonnych.

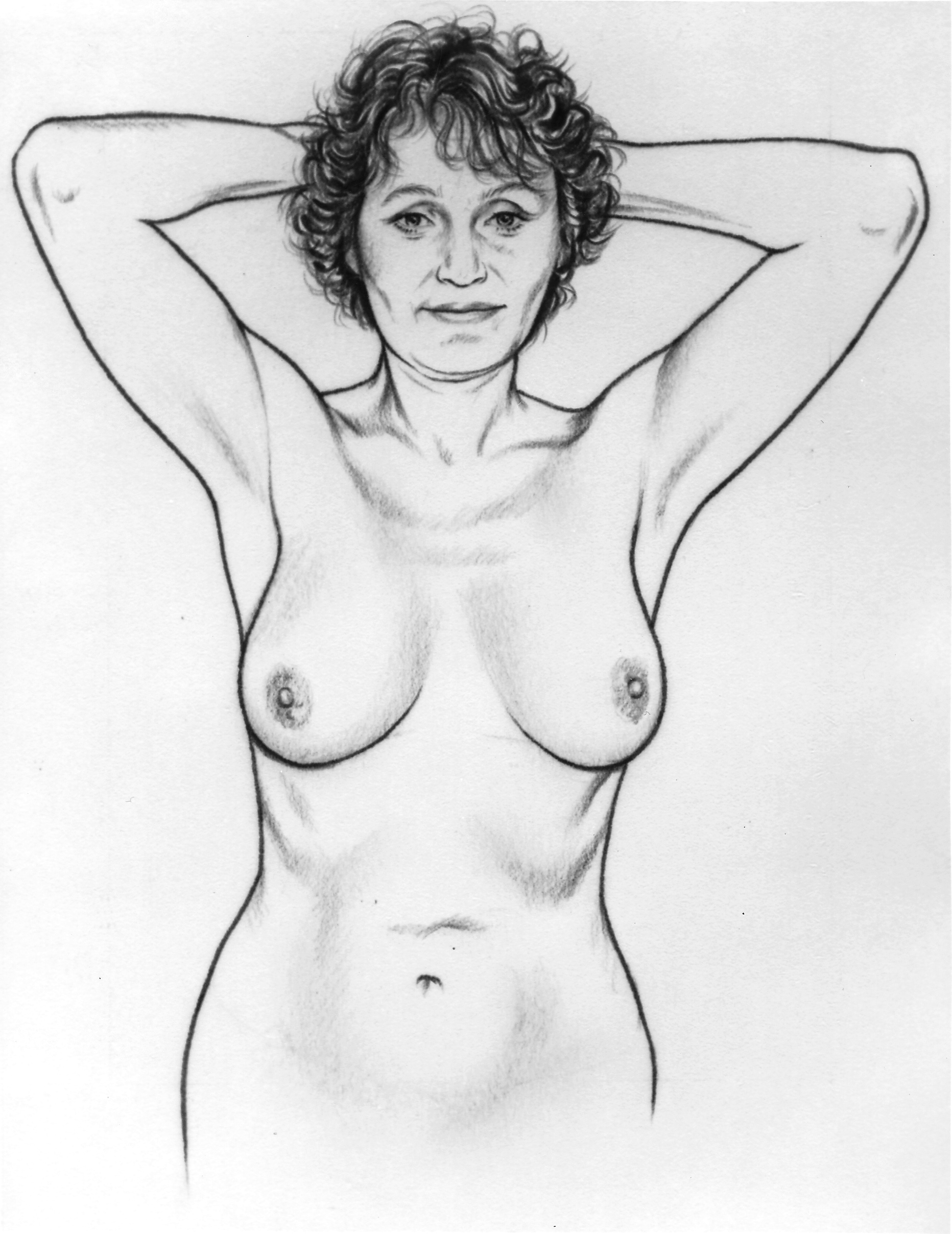
Drugi etap oglądania

Drugim etapem jest oglądanie biustu z profilu. W tym celu należy spleść ręce z tyłu głowy i obrócić się tak, by dobrze obejrzeć piersi z jednego i drugiego boku.

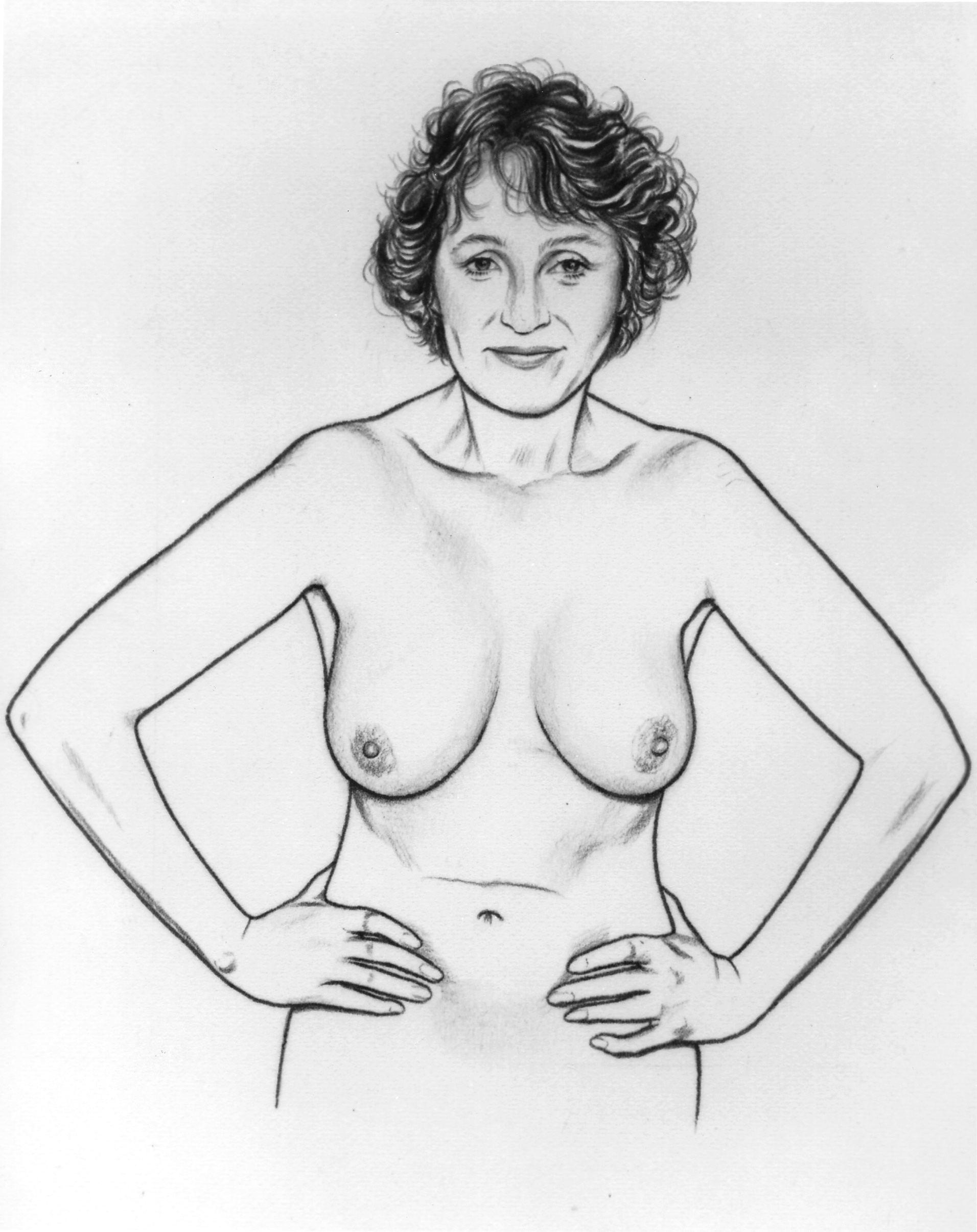
Trzeci etap oglądania

W trzecim etapie należy oprzeć dłonie na biodrach i naciskać je tak mocno, aby odczuwane było napinanie się mięśni klatki piersiowej.
Czwarty etap to oglądanie piersi pochylając się do przodu. Ważne jest, aby zwrócić uwagę czy nie są widoczne zagłębienia lub pofałdowania skóry, zmiany w kształcie piersi lub wciągnięcia brodawek.

## Badanie dotykowo-palpacyjne
Badanie dotykowe wykonuje się leżąc na plecach. Badając pierś prawą należy podłożyć prawą rękę pod głowę, a badając pierś lewą należy podłożyć lewą rękę pod głowę, dzięki temu część piersi przesunie się w kierunku mostka, dając lepszy dostęp do całego gruczołu, co ułatwi przeprowadzenie badania palpacyjnego. Badanie piersi prawej wykonuje się lewą dłonią, a lewej piersi prawą dłonią. Pierś należy mocno uciskać, stosując jeden ze sposobów badania. Ważne jest, aby badanie to przeprowadzać bardzo dokładnie, nie pomijając żadnego fragmentu. W trakcie badania dłoń trzeba trzymać płasko, równoległe do powierzchni skóry i dotykać pierś całą powierzchnią dłoni. W badaniu dotykowym również bardzo ważne jest zbadanie węzłów chłonnych pachy i okolicy nadobojczykowej. Należy również ucisnąć brodawkę sutkową między kciukiem a palcem wskazującym w celu sprawdzenia, czy nie pojawi się wydzielina.

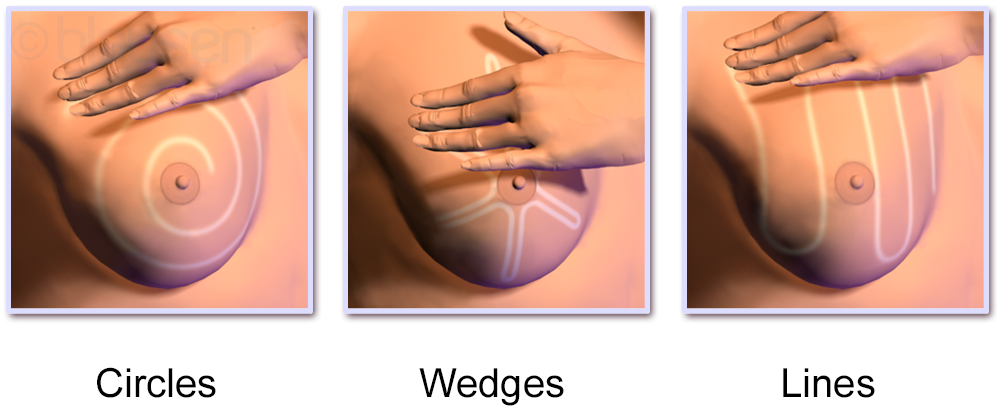
Trzy sposoby badania piersi

### Sposoby badania piersi
Ruchy w kształcie koncentrycznych okręgów
Badanie rozpoczyna się od zatoczenia największego koła po obwodzie piersi, wykonując przy tym małe kółeczka. Należy przesuwać się ruchem spiralnym zgodnie ruchem wskazówek zegara aż do brodawki.
Ruchy promieniste

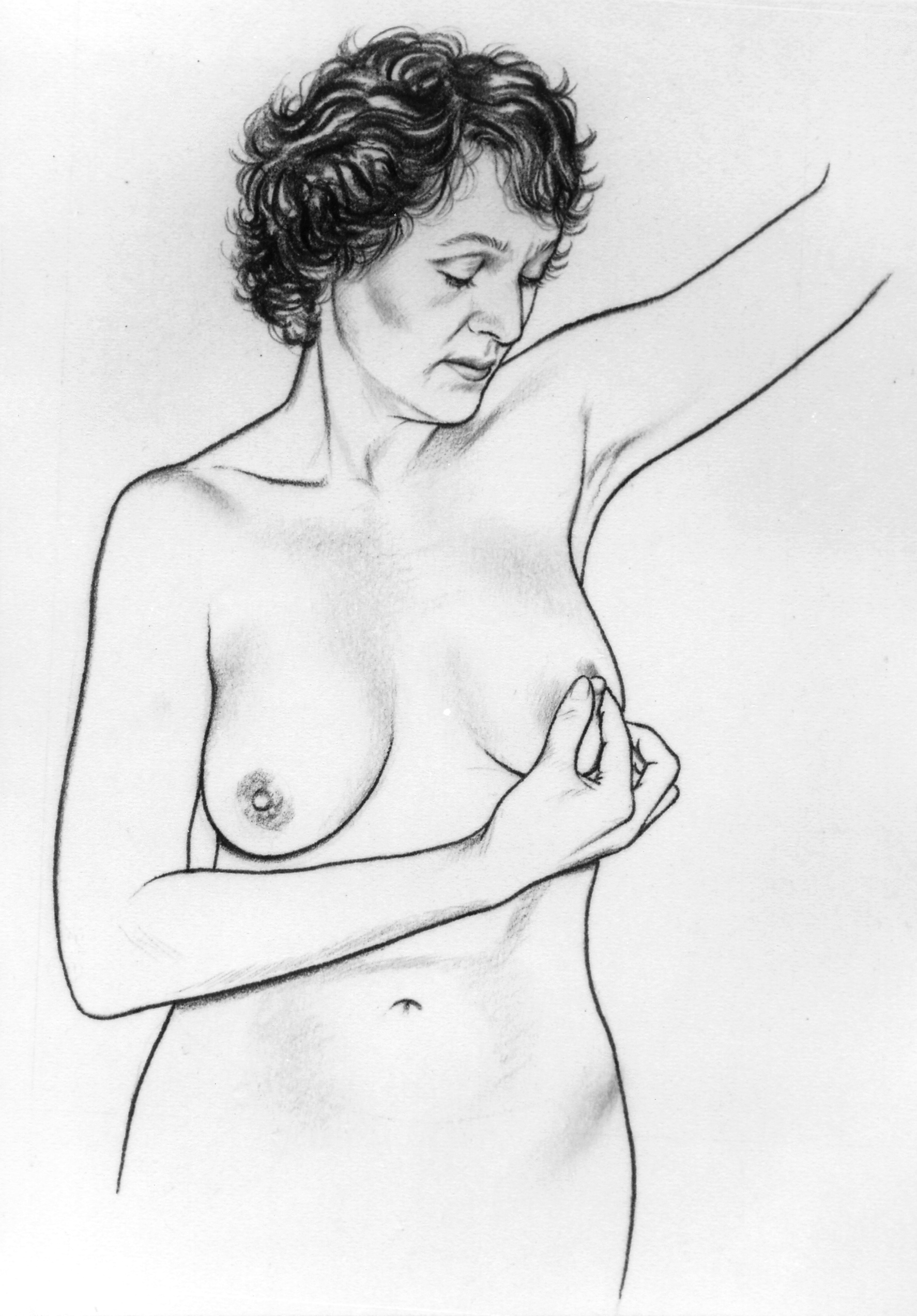
Uciśnięcie brodawki sutkowej

Pierś należy podzielić podobnie do tarczy zegara i przesuwać dłoń od brodawki w kierunku godziny 12-tej, a następnie 1, 2, 3 itd., zataczając niewielkie kółeczka, aż zostanie zbadana cała pierś.
Ruchy góra-dół
Pierś dzieli się na wąskie pionowe paski, a następnie kieruje się ruch ręki na przemian do góry i do dołu zataczając małe koła.